# The Green Goddess (1923)
The Green Godess is een Amerikaanse stomme avonturenfilm uit 1923 met Alice Joyce en George Arliss in de hoofdrol. Het verhaal is gebaseerd op het gelijknamige toneelstuk van William Archer. 
Opvallend is dat Arliss, Joyce en Simpson hun rollen in zowel het toneelstuk, deze stomme versie uit 1923 en de de remake uit 1930 vertolken. 

## Verhaal
Het verhaal speelt zich af tijdens de Britse Raj en gaat over drie Britten die het land van de Rajah van Rukh (George Arliss) betreden. Zij dreigen door de lokale bevolking te worden vermoord als represaille voor de aanstaande executie wegens moord van de drie broers van de Raj door de Britten.

## Rolverdeling
| Acteur              | Personage       |
| ------------------- | --------------- |
| George Arliss       | Rajah van Rukh  |
| Alice Joyce         | Lucilla Crespin |
| David Powell        | Dr. Traherne    |
| Harry T. Morey      | Major Crespin   |
| Jetta Goudal        | Ayah            |
| Ivan F. Simpson     | Watkins         |
| William Worthington | Hogepriester    |